# Мішко-В'єхо
Мішко-В'єхо (ісп. Mixco Viejo) — руїни міста цивілізації мая в департаменті Чимальтенанго (Гватемала). Перекладається як «Старе Мішко».

## Історія
Стародавньою назвою є Сакік'ахол Німакакапек (білий син, велике каміння на гірському узвишші). Було засновано у 1100 році племенем мая-покомам, яке стало столицею їхньої держави. Було важливим торговельним центром між Центральною Мексикою та містами мая долини річки Усумасінти. Водночас допомогло покомам контролювати навколишні землі. У 1470 році покомами на чолі із ахавом Лахух Но'хом були підкорені державою мая-какчекелей, які перейменували місто на Хілотепек. Населення на початку XVI століття досягло 1500 мешканців.
У 1524 році тривалий час мешканці чинили спротив іспанським конкістадорам на чолі із Педро Альварадо, які протягом 3 місяців тримали в облозі місто. Зрештою воно було захоплено ворогом завдяки зрадникові, який вказав таємну печеру, через яку загарбники потрапили до міста. Після цього за наказом Альварадо мешканців було виселено з міста, а саме Хілотепек спалено.

## Опис
Розташовано на відстані 4 км від злиття річок Пішкая і Мотагуа, 50 км від міста Гватемали, в межах муніципалітету Сан-Мартин-Хілотепеке та неподалік від міста Мішко. На території розташовано музей, де представлені артефакти, що були знайдені на території архітектурної пам'ятки.
Зведено на вершині пагорбу на височині 1800 м над рівнем моря, який було зрівняно. Знаходився в оточені глибоких ярів та ущелин. Вважався майже неприступним. За своєю архітектурою відповідає стилю Центральної Мексики.
Складається з 120 будов, зокрема головного палацу та храмових споруд, 2 майданчики для гри у м'яч. Усі вони об'єднані у 4 великі групи і 11 невеличкі, які позначені літерами латинської абетки. Частина з них виходить за межі міських стін.
Найзначнішими є Групи А, В, С становлять церемоніально-адміністративний центр міста. У групі А розташовано храми, піраміди, майданчик для гри у м'яч. Відомою є піраміда А1, що заввишки 6,9 м, розміром 15,4×7,25 м. Має 4 східчастих рівнів, кожен з яких закінчується карнизом. Усі сходи мають по 27 сходинок. На верхівці колись розташовувався невеличкий храм. Розташовано на західній стороні від площі цієї групи. Неподалік від цієї піраміди містить «стадіон» (Будова А11), огороджений стіною. Його ігровий майданчик має довжину 37,21 м. До Групи А входить 7 платформ (А2-А6, А8-А9).
На північний схід від Групи А розташувалася Група В, що складається з площі, подвійної піраміди (на східному боці), зруйнованої піраміди (Будова В6) майданчика для гри у м'яч (в південній частині), 4 платформ (В2, В4-В5, В8). Ігрове поле стадіону становить 44,5 м з півночі на південь. Подвійна піраміда (Будова В3а-В3в) зведена на єдиній базальтовій платформі, має 6.17 м заввишки. Кожна з пірамід має 5 рівнів, фасадом виходить на площу групи. До входу ведуть широкі сходи з балюстрадами, сходи мають 19 сходинок. В основі сходів виявлено невеличкі вівтарі. За своїм стилем схожа на тольтекські піраміди.
Група С розташовано на південний захід від Групи В. Складається з піраміди (Будова С1), 6 платформ (Будови С2, С6-С7, С12-С14), невеличкого пірамідального храму на заході групи (Будова С11). Найбільше значення представляє 5-ступінчаста піраміда, основа якої становить 18,25×9,75 м, верхня частина заввишки 6,1 м на самому поверсі розташовувався храм під солом'яною стріхою. Археологи виявили, що її тричі добудовували. Кожен раз поверх старої версії піраміди. До входу на західному боці великі масивні подвійні сходи, розділені широкими пандусами. Сходи складаються з 16 сходинок. Ця піраміда була пошкоджена землетрусом 1976 року. Неподалік від неї розташована Будова С2 (платформа С2), що заввишки 4,4 м, розміром 47,3×14 м.
Зі сходу та заходу розташовані Групи D і Е відповідно. Основу їх становлять піраміди та декілька платформ. Невеличкі за своїми розмірами є Групи F, G, H, I, J. На околицях руїн розташовано 2 невеличкі печери.
Скульптура в значній мірі представлені маркерами на «стадіонах». Вони представлені у вигляді пащ ягуарів, де розміщено людську голову. Виявлені невеличкі вівтарі, що розташовувалися біля пірамід або платформ, а також декілька стел, що були поламані.

## Історія досліджень
У 1896 році німецький географ Карл Саппер відвідав руїни міста, давши перший опис місцевості та будов. У 1949 році дослідження проводив американський археолог А. Л. Сміт, який у 1955 році опублікував свій звіт.
З 1954 до 1967 року відбувалися дослідження фахівцями Музею людини під головуванням Анрі Лемана. Наприкінці 1990-х років дослідження в межах археологічної пам'ятки поновилися.